# Alexander González (Radsportler)
Alexander González Peña (* 1. November 1979 in Cali, Valle del Cauca) ist ein ehemaliger kolumbianischer Bahn- und Straßenradrennfahrer.
Alexander González gewann 2003 beim Lauf des Bahnrad-Weltcups in Aguascalientes gemeinsam mit José Serpa, Carlos Alzate und Juan Pablo Forerodie die Mannschaftsverfolgung. Bei den kolumbianischen Meisterschaften in Duitama wurde er nationaler Meister in der Einerverfolgung. Auf der Straße gewann González 2003 den Prolog bei der Vuelta al Valle del Cauca. Im Jahr darauf wurde er Panamerikameister in der Mannschaftsverfolgung. Bei den Kontinentalmeisterschaften 2005 belegte er jeweils den dritten Platz im Madison und in der Mannschaftsverfolgung. 2006 gewann er die Mannschaftsverfolgung bei den Zentralamerika- und Karibikspielen.

## Erfolge – Bahn
2003
- Weltcup Aguascalientes – Mannschaftsverfolgung (mit Carlos Alzate, Juan Pablo Forero und José Serpa)
- Kolumbianischer Meister – Einerverfolgung

2004
- Panamerikameister – Mannschaftsverfolgung (mit Rafael Infantino, John Fredy Parra und José Serpa)

2006
- Zentralamerika- und Karibikspiele – Mannschaftsverfolgung (mit Arles Castro, Jairo Pérez und José Serpa)

## Erfolge – Straße
2009
- eine Etappe Vuelta a la Independencia Nacional

2010
- San Antonio de Padua Classic Event Guayama

2011
- San Antonio de Padua Classic Event Guayama

## Teams
- 2006 Caico Cycling Team
- 2007 Caico Cycling Team
- 2008 Caico Cycling Team
- 2009 Edenorte-CDP
- 2010 Triple-S